# SLAPP
SLAPP (ang. Strategic lawsuits against public participation, znane również jako pozwy SLAPP lub pozwy zastraszające), lub strategiczne postępowanie sądowe przeciwko udziałowi społecznemu – to termin odnoszący się do postępowania sądowego, w którym firma, organizacja lub osoba – krytykowani przez opinię publiczną w sprawie dotyczącej interesu publicznego – wytaczają pozew próbujący doprowadzić do tego, aby krytyk (zwykle dziennikarz, aktywista, związkowiec, opozycjonista polityczny czy ofiara nadużyć) wycofał się ze swojej krytyki w obliczu wysokich kosztów, poświęcanego czasu, stresu i innych obciążeń związanych z procesem sądowym.
Celem takiego pozwu jest zastraszanie i uciszenie krytyków, którzy w efekcie mogą zaniechać swoich działań lub zrezygnować ze sprzeciwu z powodu nacisków prawnych i wysokich kosztów obrony prawnej, prowadzących często do autocenzury. SLAPP ma na celu cenzurowanie, zastraszanie i uciszanie krytyków poprzez obarczanie ich kosztami obrony prawnej aż do momentu, gdy porzucą swoją krytykę lub sprzeciw. Najczęściej są to pozwy o zniesławienie, składane przez powodów przeciwko swoim krytykom, aby zmusić ich do zaprzestania krytyki w zamian za ugodę.
W typowym pozwie SLAPP powód zazwyczaj nie liczy na realne wygranie sprawy. Jego cele zostają osiągnięte, jeśli pozwany ulegnie presji (zastraszeniu, kosztom sądowym lub zniechęceniu) i w konsekwencji wycofa się z krytyki. W niektórych sytuacjach, zwłaszcza w przypadku dziennikarstwa śledczego, powtarzające się bezzasadne roszczenia mogą podnieść koszty ubezpieczenia od odpowiedzialności cywilnej dla pozwanego, utrudniając funkcjonowanie danej organizacji. Pozew SLAPP może również zastraszyć inne osoby, zniechęcając je do udziału w debacie publicznej. Zwykle poprzedzony jest groźbą prawną, a ze względu na efekt mrożący dla wolności słowa często trudno go zidentyfikować i ukarać ponieważ powodowie starają się zamaskować swój zamiar cenzurowania, zastraszania lub uciszania krytyków.
Aby chronić wolność słowa, niektóre jurysdykcje wprowadziły przepisy anty-SLAPP. Pozwalają one pozwanemu wnioskować o wykreślenie lub oddalenie pozwu, jeżeli dotyczy on wypowiedzi w sprawie publicznej. Wtedy to powód ponosi ciężar udowodnienia, że w tej sprawie ma duże szanse na wygraną. Jeśli nie potrafi tego wykazać, roszczenie zostaje oddalone, a powód może zostać obciążony karą za wniesienie sprawy. Przepisy te znacząco różnią się między poszczególnymi państwami i systemami prawnymi. Uważa się jednak, że przepisy anty-SLAPP przynoszą pozytywny efekt, a wielu prawników opowiada się za wzmocnieniem ochrony przed pozwami SLAPP.

## Charakterystyka
SLAPP to forma strategicznego postępowania sądowego lub postępowania sądowego mającego na celu wywarcie wpływu, które nie ma prawdziwych roszczeń prawnych, ale skupia się na powstrzymaniu wiadomości, które im się nie podobają. W Stanach Zjednoczonych wspólną cechą pozwów SLAPP jest forum shopping – praktyka, w której strona powodowa znajduje sądy bardziej przychylne wnoszonym roszczeniom niż sąd, w którym mieszka pozwany (lub czasami powodowie). Innymi szeroko wymienianymi elementami pozwu SLAPP są rzeczywista skuteczność uciszania krytyków, termin złożenia pozwu, włączenie dodatkowych lub fałszywych pozwanych (takich jak krewni lub gospodarze legalnych pozwanych), włączenie powodów bez realnego roszczenia (takich jak korporacje powiązane z legalnymi powodami), formułowanie roszczeń, które są bardzo trudne do obalenia lub opierają się na braku pisemnej dokumentacji, niejasne lub celowo zniekształcone sformułowania, które pozwalają powodom na fałszywe oskarżenia bez obawy o krzywoprzysięstwo, odmowa rozważenia jakiejkolwiek ugody (lub żadnej innej niż gotówka), charakteryzowanie wszystkich ofert ugody jako nieszczerych, obszerne i niepotrzebne żądania dotyczące ujawnienia, próby identyfikacji anonimowych lub pseudonimowych krytyków, odwołania od drobnych kwestii prawnych i żądania szerokich orzeczeń, gdy odwołanie jest akceptowane w takich drobnych kwestiach prawnych. W niektórych przypadkach jest oczywiste, że powodowie próbują wyczerpać zasoby finansowe pozwanych, czyniąc proces tak kosztownym, jak to tylko możliwe, a w takich przypadkach motywem powoda może nie być zwycięstwo prawne, ale jedynie marnowanie czasu i pieniędzy pozwanego.
W przypadku SLAPP celem ataków są osoby o mniejszej sile ekonomicznej niż powodowie, a zdarzają się przypadki, w których organizacja medialna, która odważyła się opublikować raport, nie jest pozwana, ale rozmówca, który jest mniej finansowany. W rezultacie stała się problemem jako akt podważający wolność słowa, zwłaszcza w Europie i Stanach Zjednoczonych, a niektóre kraje i rządy lokalne przyjęły przepisy zakazujące tego. Na przykład "Ustawa anty-SLAPP" uchwalona w stanie Kalifornia w Stanach Zjednoczonych nie nakłada ciężaru dowodu na pozwanego, że jest to pozew SLAPP, ale powód ponosi ciężar dowodu, że nie jest to pozew SLAPP. W ten sposób pozwany odpowiada, że pozew powoda jest policzkiem, a jeśli zostanie przyjęty przez sąd, oskarżenie zostanie oddalone, a powód będzie zobowiązany do poniesienia kosztów sądowych.
Gdy pozwy SLAPP obejmują prawo autorskie, można je uznać za rodzaj cenzury poprzez prawa autorskie.
Komisja Europejska uważa, że strategiczne spory sądowe zmierzające do stłumienia debaty publicznej jako: "bezpodstawne lub przesadzone pozwy sądowe i inne prawne formy zastraszania inicjowane przez organy państwowe, korporacje biznesowe i osoby sprawujące władzę przeciwko słabszym stronom – dziennikarzom, organizacjom społeczeństwa obywatelskiego, obrońcom praw człowieka i innym – które wyrażają krytykę lub przekazują niewygodne wiadomości władzom w kwestii publicznej".

## Historia
Akronim został ukuty w Stanach Zjednoczonych latach 80. XX wieku przez profesorów University of Denver: Penelope Canan i Georgea W. Pringa. Termin ten był pierwotnie definiowany jako „proces sądowy dotyczący wypowiedzi mających na celu wpłynięcie na działania lub wynik działań rządu, który skutkował złożeniem skargi cywilnej lub wzajemnego roszczenia przeciwko osobom lub organizacjom pozarządowym w kwestii merytorycznej o pewnym znaczeniu publicznym lub społecznym”. Twórcy koncepcji później porzucili ideę, że interakcja z rządem musi dotyczyć sprawy publicznej, aby być chroniona na mocy prawa do składania petycji do rządu, gwarantowanego przez Pierwszą Poprawkę do Konstytucji Stanów Zjednoczonych. Od tego momentu definicja ta została zawężona przez niektóre stany USA, natomiast w Kalifornii przyjęto szersze rozumienie, obejmujące pozwy dotyczące wypowiedzi w odniesieniu do jakiejkolwiek sprawy publicznej.
Pierwotna koncepcja przedstawiona przez Canan i Pringa podkreślała znaczenie prawa do składania petycji, chronionego w Stanach Zjednoczonych na mocy specjalnej ochrony zawartej w piątej klauzuli Pierwszej Poprawki Konstytucji USA. Definicja ta wciąż ma następujące brzmienie: pozwy SLAPP to pozwy cywilne wnoszone przeciwko osobom komunikującym się z urzędnikami państwowymi w ramach całego aparatu konstytucyjnego. Prawo do składania petycji, przyznane przez Edgara Spokojnego – króla Anglii w X wieku – ma kluczowe znaczenie dla rozwoju instytucji demokratycznych, wyprzedzając pod tym względem Magna Cartę. Uważa się, że demokracja nie może funkcjonować poprawnie, gdy występują bariery pomiędzy rządzonymi a rządzącymi.
Sędzia Sądu Najwyższego Nowego Jorku, J. Nicholas Colabella, stwierdził w odniesieniu do pozwów SLAPP: Nie licząc pistoletu przystawionego do głowy, trudno sobie wyobrazić większe zagrożenie dla wypowiedzi chronionej Pierwszą Poprawką

Short of a gun to the head, a greater threat to First Amendment expression can scarcely be imagined

W Stanach Zjednoczonych wiele jurysdykcji uznało takie pozwy za niezgodne z prawem, jednak warunki, jakie pozwany musi spełnić, aby uzyskać oddalenie pozwu, różnią się w zależności od stanu. W niektórych stanach, takich jak Kalifornia, pozwani mogą mieć możliwość pozwania powodów SLAPP w pewnych okolicznościach – zjawisko to określa się potocznie jako „SLAPPback”.

## Prawodawstwo

### Polska
W Polsce zjawisko SLAPP (Strategic Lawsuits Against Public Participation) jest coraz bardziej dostrzegane, szczególnie w kontekście spraw sądowych dotyczących zniesławienia. W 2021 roku przed sądami rejonowymi toczyło się 217 spraw na podstawie art. 212 § 2 kodeksu karnego, a w 2022 roku liczba ta wzrosła do 236.
W praktyce sądy w Polsce rzadko stosują przepisy umożliwiające wczesne oddalenie pozwów typu SLAPP. Helsińska Fundacja Praw Człowieka wskazuje, że sądy nie stosują art. 191^1 kodeksu postępowania cywilnego do pozwów mających cechy SLAPP.
W odpowiedzi na rosnącą liczbę takich spraw, w maju 2024 roku Unia Europejska przyjęła dyrektywę mającą na celu ochronę osób angażujących się w debatę publiczną przed bezpodstawnymi pozwami. Polska ma teraz dwa lata na wdrożenie tych regulacji na poziomie krajowym. Państwa członkowskie, w tym Polska, mają czas do maja 2026 roku na jej implementację do krajowych systemów prawnych. W listopadzie 2024 roku przedstawiciele organizacji pozarządowych, mediów i środowiska akademickiego wystosowali apel do polskich władz, podkreślając potrzebę gruntownej rewizji polskiego prawa i przyjęcia ambitnych rozwiązań anty-SLAPP, które wykraczają poza minimalne wytyczne dyrektywy.

### Australia
W Australijskim Terytorium Stołecznym regulacja Protection of Public Participation Act 2008 chroni zachowania mające na celu wpłynięcie na opinię publiczną lub promowanie lub wspieranie działań w związku z kwestią interesu publicznego. Strona, która wszczyna lub utrzymuje postępowanie przeciwko pozwanemu w niewłaściwym celu, może zostać zobowiązana do zapłaty kary pieniężnej na rzecz terytorium.

### Kanada
Trzy najbardziej zaludnione prowincje Kanady (Quebec, Kolumbia Brytyjska i Ontario) uchwaliły przepisy anty-SLAPP.

#### Kolumbia Brytyjska
W marcu 2019 roku legislatywa jednogłośnie przegłosowała kolejną ustawę anty-SLAPP, Protection of Public Participation Act.

#### Nowa Szkocja
Prywatny projekt ustawy wprowadzony w 2001 roku przez Graham Steele (NDP, Halifax Fairview) proponował „Protection of Public Participation Act”, który miał oddalać postępowania lub roszczenia wniesione lub utrzymane w niewłaściwym celu, przyznając odszkodowanie karne lub z nawiązką (w efekcie „SLAPP back”) oraz ochronę przed odpowiedzialnością za wypowiedź lub zachowanie stanowiące udział publiczny. Ustawa nie przeszła dalej niż pierwsze czytanie.

#### Ontario
Do 2010 roku prokurator generalny Ontario wydał obszerny raport, w którym zidentyfikowano pozwy SLAPP jako poważny problem, ale początkowo niewiele lub nic nie zrobiono.
W czerwcu 2013 roku prokurator generalny przedstawił ustawodawstwo wdrażające zalecenia raportu. Projekt ustawy proponował mechanizm wydawania nakazu oddalenia strategicznych pozwów, które atakują swobodę wypowiedzi w sprawach o znaczeniu publicznym, z pełnym zwrotem kosztów (ale bez odszkodowania karnego) i w stosunkowo krótkim czasie, jeżeli roszczenia podstawowe nie miały rozsądnych szans na powodzenie. Projekt ustawy cieszył się poparciem szerokiej gamy grup, w tym gmin. Ustawodawstwo zostało wprowadzone po wyborach w Ontario w 2014 roku jako ustawa 52, a 3 listopada 2015 roku Ontario uchwaliło ją jako Protection of Public Participation Act, 2015.

#### Quebec
Quebec stał się w 2009 roku pierwszą kanadyjską prowincją z mechanizmem anty-SLAPP, przyjmując ustawę mającą blokować strategiczne pozwy przeciwko uczestnictwu w debacie publicznej.. W głośnej sprawie Les Éditions Écosociété Inc. v. Banro Corp. (2012) Sąd Najwyższy Kanady uznał jurysdykcję Ontario nad pozwem korporacji Banro przeciwko wydawcy książki Noir Canada, mimo argumentów o charakterze SLAPP.  
W równoległym procesie w Quebecu Sąd Najwyższy Quebecu nakazał w 2011 roku Barrick Gold wypłatę 143 000 CAD autorom za „nadużycie procesowe”, choć książka oskarżająca kanadyjskie korporacje o szkody w Afryce nigdy nie trafiła do sprzedaży z powodu ugody.
Quebeckie rozwiązania, oparte na prawie cywilnym, różnią się od np. kalifornijskich – skupiają się na „nadużyciu procesu”, a nie „chronionej aktywności obywatelskiej”.

### Unia Europejska

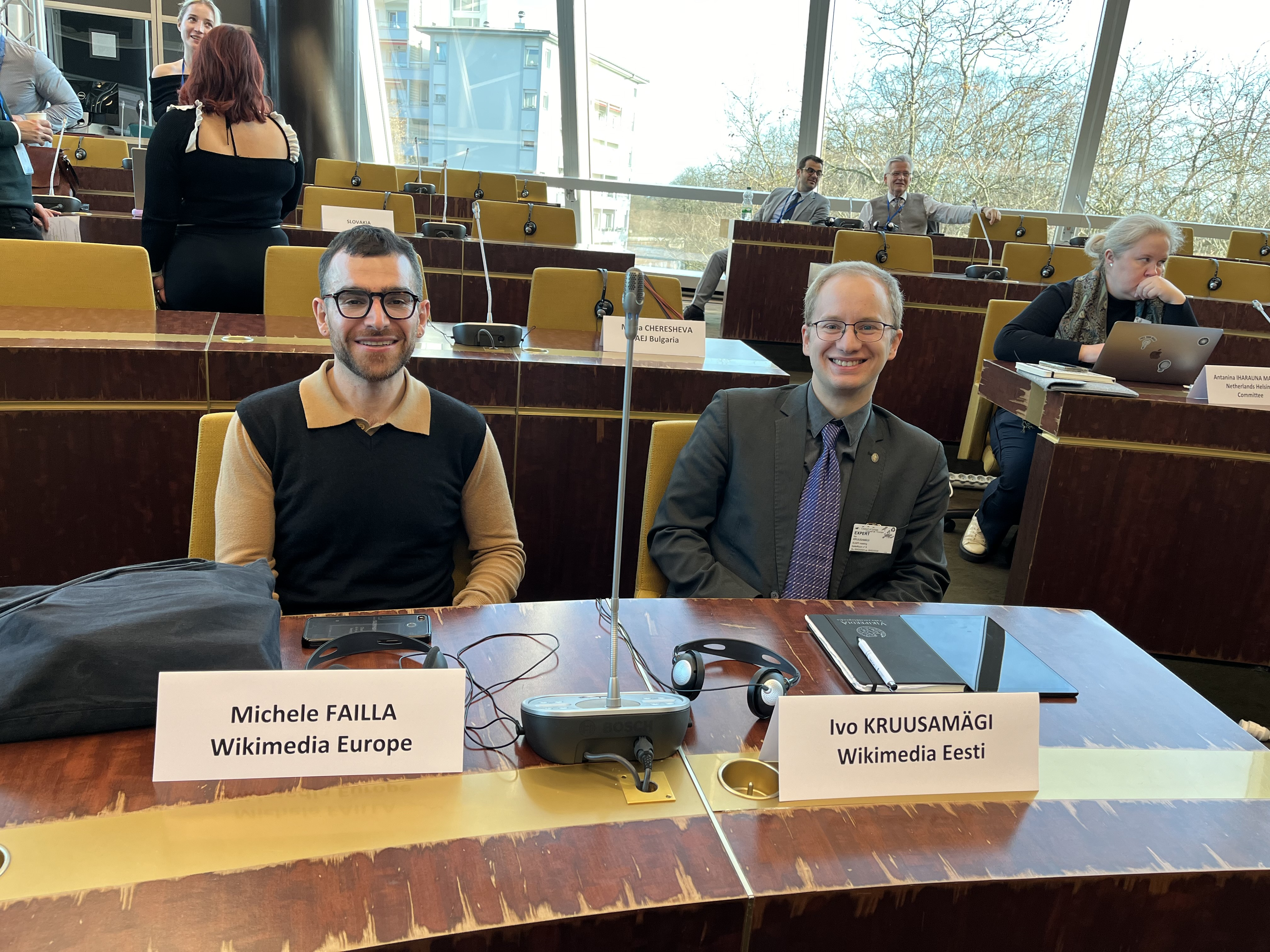
Członkowie Wikimedia w Pałacu Europy tuż przed wydarzeniem Coalition Against SLAPPs in Europe

W 2018 r. w Unii Europejskiej część parlamentarzystów wezwała do podjęcia uchwał przeciwko tego typu praktykom, w obronie dziennikarzy, producentów medialnych i aktywistów. Komisja przedstawiła pierwszy wniosek w kwietniu 2022 r który od 2023 r. był przedmiotem dyskusji trójstronnych.
11 kwietnia 2024 roku Parlament Europejski zatwierdził dyrektywę anty-SLAPP. Dyrektywa zastąpiła niewiążące Zalecenie (UE) 2022/758 dla państw członkowskich wydane przez Komisję Europejską 27 kwietnia 2022 roku. Zatwierdzenie dyrektywy nastąpiło po długiej serii projektów, dyskusji i konsultacji między Komisją Europejską, Parlamentem Europejskim i państwami członkowskimi UE, zainicjowanych rezolucją Parlamentu Europejskiego z 25 listopada 2020 roku wyrażającą „jego ciągłe głębokie zaniepokojenie stanem wolności mediów w UE w kontekście nadużyć i ataków, które nadal są wymierzone w dziennikarzy i pracowników mediów w niektórych państwach członkowskich z powodu ich pracy” i wezwało Komisję Europejską do „ustanowienia minimalnych standardów przeciwko praktykom SLAPP w całej UE”.

### Wielka Brytania
W systemie prawnym Wielkiej Brytanii najczęściej wykorzystywanym narzędziem w sprawach dotyczących wypowiedzi publicznych pozostaje pozew cywilny o zniesławienie, zakorzeniony w tradycji angielskiego common law jako delikt. Prawo zwyczajowe dotyczące zniesławienia wywodzi się z początków XVII wieku i – w przeciwieństwie do większości dziedzin prawa angielskiego – charakteryzuje się odwróconym ciężarem dowodu. Oznacza to, że pozywający musi jedynie wykazać potencjalnie oszczerczy charakter wypowiedzi, podczas gdy na pozwanym spoczywa obowiązek udowodnienia prawdziwości zarzutów lub istnienia „uczciwego komentarza” (ang. fair comment). Reforma z 2013 roku (Defamation Act 2013) wprowadziła dodatkowy wymóg udowodnienia przez pozywającego „poważnej szkody” (ang. serious harm), co ograniczyło nadużycia w drobnych sprawach.
Od 2022 roku koalicja English PEN, Index on Censorship, NUJ i Amnesty International prowadzi kampanię anty-SLAPP, domagając się m.in. szybkiego oddalania strategicznych pozwów i zabezpieczenia kosztów procesowych. W 2024 rząd zapowiedział wprowadzenie definicji SLAPP do prawa angielskiego i walijskiego, pomijając jednak Szkocję i Irlandię Północną.   W przeciwieństwie do standardu „rzeczywistej złośliwości” (ang. *actual malice*) chroniącego wolność słowa w USA, brytyjskie prawo dopuszcza odpowiedzialność nawet za **prawdziwe** wypowiedzi, jeśli uznano je za nadmiernie szkodliwe.

### Stany Zjednoczone

#### Sądy stanowe
Według stanu na 2024 rok, najnowsze trendy wskazują na to, że pozwani otrzymują większą ochronę przed pozwami SLAPP w USA. Według stanu na 2023 rok, trzydzieści trzy stany, Dystrykt Kolumbii i Guam uchwaliły ustawową ochronę przed pozwami SLAPP. Stanami tymi są Arizona, Arkansas, Kalifornia, Kolorado, Connecticut, Delaware, Floryda, Georgia, Hawaje, Illinois, Indiana, Kansas, Kentucky, Luizjana, Maine, Maryland, Massachusetts, Missouri, Nebraska, Nevada, New Jersey, Nowy Meksyk, Nowy Jork, Oklahoma, Oregon, Pensylwania, Rhode Island, Tennessee, Teksas, Utah, Vermont, Wirginia, i Waszyngton. W Wirginii Zachodniej sądy przyjęły ochronę przed pozwami SLAPP. Przepisy te różnią się zakresem i poziomem ochrony, a pozostałym stanom brakuje specjalnej ochrony. Ochrona ta dotyczy jednak tylko pozwów wnoszonych do sądów w tych stanach, a powodowie często poszukują bardziej sprzyjających jurysdykcji, w tym sądów federalnych, którym brakuje takiej samej dodatkowej ochrony, jaką wielu pozwanych otrzymałoby w ich sądzie stanowym. Na przykład w 1992 roku Kalifornia uchwaliła Kodeks postępowania cywilnego § 425.16, ustawę, która ma na celu udaremnienie pozwów SLAPP poprzez zapewnienie szybkiej i niedrogiej obrony. Przewiduje ona specjalny wniosek o wykreślenie, który pozwany może złożyć na początku procesu, aby wykreślić skargę, gdy wynika ona z zachowania, które mieści się w zakresie praw do petycji lub wolności słowa. Ustawa wyraźnie odnosi się do wszelkich pism lub wypowiedzi dokonanych w związku ze sprawą rozpatrywaną lub poddawaną przeglądowi przez postępowanie ustawodawcze, wykonawcze lub sądowe, lub jakiekolwiek inne postępowanie urzędowe upoważnione przez prawo, ale nie ma wymogu, aby pismo lub wypowiedź były rozpowszechniane bezpośrednio organowi urzędowemu. Ma ona również zastosowanie do wypowiedzi na forum publicznym na temat sprawy publicznej i do wszelkich innych petycji lub zachowań dotyczących wypowiedzi na temat sprawy publicznej.

#### Prawo federalne
W 2010 roku Obama podpisał SPEECH Act w blisko powiązanej kwestii turystyka zniesławieniowa, oferując większą ochronę w przypadku pozwów wnoszonych w obcych krajach. SPEAK FREE Act of 2015 nie został poddany głosowaniu po jego wprowadzeniu.

## Przypadki pozwów SLAPP

### Polska
- W czerwcu 2022 Sąd Okręgowy w Warszawie umorzył postępowanie karne z art. 212 kk przeciwko redaktorowi Samuelowi Pereira, ówczesnemu redaktorowi naczelnemu portalu TVP. W prywatnym akcie oskarżenia, wniesionym przez Romana Giertycha, żądano kary pozbawienia wolności na rok oraz 200 tys. zł odszkodowania za rzekome zniesławienie, wynikające z publikacji dotyczących jego zatrzymania przez Centralne Biuro Antykorupcyjne w październiku 2020 r. Sprawa, która była interpretowana jako próba zastraszenia dziennikarza i ograniczenia wolności wypowiedzi, zyskała dodatkowe wsparcie od Centrum Monitoringu Wolności Prasy, które broniło niezależności mediów[73][74].
- 5 grudnia 2023 roku informatycy z grupy Dragon Sector ujawnili, iż oprogramowanie kilkunastu elektrycznych zespołów trakcyjnych Impuls zostało celowo napisane wadliwe[75]. Newag nie zgadza się z zarzutami i sam zarzuca grupie Dragon Sector i firmie SPS Mieczkowski naruszenie praw autorskich oraz zhakowanie oprogramowania Impulsów. Skierował sprawę do sądu. Pierwsza rozprawa odbyła się 28 sierpnia 2024[76]. Komentatorzy wskazują, że sprawa może nosić znamiona pozwu typu SLAPP, czyli strategicznym powództwem zmierzającym do stłumienia debaty publicznej[77]. Zobacz więcej w artykule Newag, w sekcji Kontrowersje.
- Konflikt dotyczący budowy osiedla w Katowicach Burowcu, nazywany Lex Burowiec stał się przykładem wykorzystania pozwu o zniesławienie jako narzędzia zastraszania lokalnych aktywistów. Przedsiębiorca Bogdan Pietrzak(inne języki) skierował pozew przeciwko mieszkańcom i aktywistom protestującym przeciwko inwestycji domagając się wysokich wpłat na cele społeczne[78][79]. Prywatny akt oskarżenia został skierowany przez Bogdana Pietrzaka do sądu karnego w sierpniu 2023 r., tuż po tym, gdy mieszkańcy Burowca zaskarżyli uchwałę w sprawie inwestycji[80]. Oskarżeni mówią, że akt oskarżenia jest formą zastraszania społeczników i mieszkańców Katowic[80]. Zdaniem aktywistów oraz Watchdog Polska sprawa ta to klasyczny SLAPP[81][78], Aktywiści skutecznie protestowali przeciw budowie osiedla w dzielnicy Burowiec w Katowicach: najpierw Wojewódzki, a potem Naczelny Sąd Administracyjny przyznał im rację w sporze przeciw uchwale miasta umożliwiającej budowę osiedla[82][80][78][79]
- W sprawie skarg mieszkańców Czeladzi, Katowic i Sosnowca na temat smrodu protestujący mieszkańcy otrzymywali pisma przedsądowe od prawnika firmy reprezentującej MPGK, w którym żądano usunięcia komentarzy wskazujących na MPGK jako źródło smrodu oraz przeprosin za naruszenie dóbr osobistych. Prawnik zapowiedał, że w razie braku reakcji sprawa może trafić do sądu, jednak ostatecznie postępowanie sądowe nie doszło do skutku a sama sprawa emisji zapachów trafiła do sądu[83][84][85].

### Australia
- W 2005 roku w sprawie Gunns Limited v Marr & Ors,[86] Firma Gunns złożyła pozew w Sądzie Najwyższym stanu Wiktoria przeciwko 20 osobom i organizacjom, w tym senatorowi Bobowi Brownowi, na kwotę ponad 7,8 milionów dolarów australijskich[87]. Oskarżeni stali się zbiorczo znani jako Gunns 20[88]. Gunns twierdził, że oskarżeni zbrukali jego reputację i spowodowali utratę miejsc pracy i zysków. Pozwani twierdzili, że chronią środowisko. Przeciwnicy i krytycy sprawy sugerowali, że pozew został złożony z zamiarem zniechęcenia do publicznej krytyki spółki[89][90]. Na rozprawie przed Sądem Najwyższym stanu Wiktoria, zmieniony pozew złożony przez spółkę i doręczony pozwanym w dniu 1 lipca 2005 r. został oddalony[86] jednak sędzia w tej sprawie zezwolił firmie na złożenie kolejnej wersji pozwu nie później niż do dnia 15 sierpnia 2005 roku[86]. Postępowanie w sprawie było kontynuowane przed sądem, aż do jego umorzenia w dniu 20 października 2006 roku[87]. W swoim orzeczeniu sędzia Bernard Bongiorno zasądził koszty na rzecz pozwanych jedynie w zakresie, w jakim pokrywa ona koszty poniesione w związku z ostatnią, trzecią wersją pozwu[87]. W listopadzie 2006 roku Gunns wycofał sprawę przeciwko Helen Gee, Peterowi Pullingerowi i Doctors for Forests. W grudniu 2006 roku firma wycofała się z pozwu przeciwko parlamentarzystom Australian Greens: Bobowi Brownowi i Peg Putt[91]. Pozostałe sprawy zostały rozstrzygnięte na korzyść Gunns po zapłaceniu ponad 150 000 dolarów odszkodowania lub, w niektórych przypadkach, podjęciu zobowiązań wobec sądu o nieprotestowaniu w określonych miejscach[92].

### Belgia
- Erik Van der Paal z Land Invest Group kilkakrotnie próbował wywrzeć presję na organizację medialną Apache.be poprzez dochodzenie roszczeń odszkodowawczych oraz przy pomocy prywatnych detektywów. W 2022 roku Van der Paal został skazany przez Sąd Apelacyjny w Antwerpii za dokuczliwe lub lekkomyślne postępowanie i nakazano mu zapłatę odszkodowania – odwołał się od wyroku, ale Sąd Kasacyjny odrzucił jego skargę[93][94][95].
- Pozew RSC Anderlecht przeciwko dziennikarzowi Janowi Hauspie po krytycznym artykule w Humo na temat roli Woutera Vandenhaute i jego żony Catherine Van Eylen.  Przed publikacją grożono podjęciem kroków prawnych, jeśli artykuł zostanie opublikowany[96].

### Brazylia
- ThyssenKrupp Atlantic Steel Company (TKCSA), jedno z największych prywatnych przedsiębiorstw w Ameryce Łacińskiej, pozwało brazylijskich naukowców z publicznych uniwersytetów, takich jak UERJ (Rio de Janeiro State University) i Fiocruz (Oswaldo Cruz Foundation), o zadośćuczynienie za szkody moralne[97][98]. Po pierwsze, TKCSA pozwał naukowca pulmonologa Hermano Albuquerque de Castro z Sergio Arouca National School of Public Health (ENSP – Fiocruz). Następnie TKCSA pozwał Alexandre Pessoa Diasa, profesora naukowego Joaquim Venâncio Polytechnic School of Health (EPSJV – Fiocruz) i Monikę Cristinę Limę, biologa ze Szpitala Uniwersyteckiego Pedro Ernesto i członka zarządu Związku Pracowników Uniwersytetów Publicznych stanu Rio de Janeiro (Sintuperj). Dwa ostatnie procesy miały miejsce po ujawnieniu raportu technicznego „Ocena społecznych, środowiskowych i zdrowotnych skutków powstania i działania TKCSA w Santa Cruz”[99].

### Kanada
- Daishowa Inc. v. Friends of the Lubicon: W latach 1995–1998 wydano szereg wyroków (OJ 1536 1995, OJ 1429 1998 (ONGD)) w których pozwani, którzy oskarżyli globalną firmę o udział w „ludobójstwie”, byli uprawnieni do odzyskania kosztów sądowych[100] ze względu na interes publiczny w krytyce, nawet jeśli była ona retorycznie nieuzasadniona. Była to pierwsza sprawa, która jasno określiła kryteria SLAPP[101][102].
- Fraser v. Saanich (District) 1995, [BCJ 3100 BCSC] został uznany wyraźnie za SLAPP– pierwszy znany przypadek, który został tak opisany. Sędzia Singh uznał postępowanie powoda za „naganne i zasługujące na naganę”, nakazując mu zapłatę „kosztów specjalnych” w celu rekompensaty[103].
- Kanadyjski premier Stephen Harper złożył pozew przeciwko Partii Liberalnej Kanady, oficjalnej opozycji, po tym, jak ta ostatnia zapłaciła za ciężarówki przejeżdżające ulicami, odtwarzając nagranie dziennikarza, na którym Harper przyznał, że wie o „kwestiach finansowych” zaoferowanych umierającemu posłowi Chuck Cadman przed krytycznym głosowaniem w Izbie Gmin Kanady w 2005 roku. Liberałowie i większość komentatorów i władz zgodzili się, że byłoby to poważne przestępstwo, gdyby zostało udowodnione. Harper twierdził, że nagranie zostało sfałszowane, ale sąd nie znalazł na to żadnych dowodów. Pozew został wycofany przez Michael Ignatieff po tym, jak zastąpił Stephane Dion na stanowisku lidera opozycji, i dlatego nie został rozpatrzony w sądzie, ale w sposób oczywisty był (skuteczną) próbą usunięcia ciężarówek z ulic[104].
- Crookes v. Openpolitics.ca, wniesiony w maju 2006 roku [S063287, Sąd Najwyższy Kolumbii Brytyjskiej], i seria powiązanych pozwów prowadzących do jednogłośnego orzeczenia Sądu Najwyższego Kanady z października 2011 roku w sprawie Crookes v. Newton, podtrzymało prawa uczestników debat internetowych do swobodnego linkowania do stron trzecich bez obawy przed odpowiedzialnością za treści znajdujące się na drugim końcu łącza[105]. Szereg powiązanych orzeczeń wcześniej ustaliło, że przejściowe komentarze w Internecie nie mogą być same w sobie po prostu drukowane i wykorzystywane do udowodnienia, że nastąpiła „publikacja” na potrzeby prawa dotyczącego zniesławienia i oszczerstwa w Kanadzie. Inne elementy orzeczenia wyjaśniły, w jaki sposób odpowiedzialne dziennikarstwo (a zatem prawo do ochrony anonimowych źródeł), przywilej kwalifikowany i niewinne rozpowszechnianie odnoszą się do osób oskarżonych o zniesławienie w Internecie.[potrzebny przypis]
- W 2011 roku, w sprawie Robin Scory v. Glen Valley Watersheds Society, sąd Kolumbii Brytyjskiej orzekł, że „nakaz dotyczący kosztów specjalnych działa jako środek odstraszający dla stron, których celem jest ingerowanie w proces demokratyczny” oraz że „Udział publiczny i sprzeciw są ważną częścią naszego systemu demokratycznego”[106][107].
- W 2012 roku Sino-Forest pozwał Muddy Waters Research o 4 miliardy dolarów za zniesławienie, w którym Muddy Waters oskarżył Sino-Forest o fałszywe zawyżanie wartości aktywów i zysków oraz twierdził, że akcje spółki są w zasadzie bezwartościowe[108]. Jednak 10 stycznia 2012 roku Sino-Forest ogłosił, że nie należy polegać na jego historycznych sprawozdaniach finansowych i powiązanych raportach z audytu[109]. Sino-forest złożył również wniosek o ochronę przed upadłością. W odpowiedzi na pozew Muddy Waters oświadczył, że złożenie wniosku o ochronę przed upadłością przez Sino potwierdza jego oskarżenia, ponieważ firma nie wymagałaby ochrony przed upadłością, gdyby naprawdę generowała przepływy pieniężne w wysokości bliskiej 2 miliardom dolarów.[110] Sino-Forest był reprezentowany przez Bennett Jones LLP[111].
- We wrześniu 2014 roku burmistrz Brampton, Ontario, Susan Fennell, zastosowała groźby podjęcia kroków prawnych wobec kolegów radnych, Toronto Star, miejskiego komisarza ds. uczciwości i audytora Deloitte, aby opóźnić posiedzenie rady miasta, na którym miała zostać omówiona poważna afera związana z wydatkami[112][113]. Ponieważ zaangażowane strony potrzebowały możliwości uzyskania porady prawnej, niezależnie od zasadności (lub fałszywości) roszczeń, taktyka ta posłużyła do odroczenia kluczowej debaty, która w innym przypadku odbyłaby się i powinna się odbyć przed wyborami samorządowymi w mieście 27 października[114].

### Niemcy
- We wrześniu 2017 roku naturopatka z Arizony o imieniu Colleen Huber złożyła pozew o zniesławienie, poprzedzony dwoma pismami nakazującymi zaprzestanie, przeciwko Britt Marie Hermes, sygnalistce oskarżającej naturopatię. Pozew został złożony za post na blogu Hermes, w którym krytykowała Huber za stosowanie metod naturopatycznych w leczeniu raka i spekulowała, że nazwisko Hermes jest używane bez jej zgody w kilku zarejestrowanych nazwach domen, których właścicielem jest Huber.[115][116] Pozew został złożony w Kilonii w Niemczech, gdzie Hermes mieszkała i pracowała nad doktoratem w dziedzinie genomiki ewolucyjnej. Jann Bellamy z Science-Based Medicine spekuluje, że jest to „wynikiem starego dobrego forum shoppingu w poszukiwaniu jurysdykcji bardziej przyjaznej dla powoda”, ponieważ w Niemczech nie ma ochrony przed pozwami SLAPP[115]. Britt Hermes jest znaną sceptyczką naukową, a organizacja Australian Skeptics utworzyła fundusz na pomoc w pokryciu kosztów prawnych w tej sprawie. W wywiadzie na CSICon w 2019 roku Britt Hermes powiedziała Susan Gerbic, że wygrała sprawę 24 maja 2019 roku. Według Britt Hermes, „sąd orzekł, że mój post jest chronioną wypowiedzią na mocy artykułu 5 ust. 1 niemieckiej konstytucji”[117].

### Grecja
- W 2022 roku, w następstwie ujawnienia, że grecka Narodowa Służba Wywiadowcza (NIS) szpiegowała Nikosa Androulakisa – lidera PASOK, trzeciej co do wielkości partii – zrezygnowali z urzędu: dyrektor wykonawczy NIS, Grigoris Kontoleon i Grigoris Dimitriadis – sekretarz generalny premiera Kyriakos Mitsotakis. Grigoris Dimitriadis złożył pozwy przeciwko dwóm dziennikarzom, którzy pomogli ujawnić skandal: Thodorisowi Chondrogiannosowi i Nikolasowi Leontopoulosowi, żądając usunięcie tych publikacji i 150 000 euro odszkodowania za fałszywe publikacje. Złożył pozew także przeciwko Thanassisowi Koukakisowi – dziennikarzowi, który w 2021 roku był szpiegowany z powodu jego dochodzeń w sprawie greckich biznesmenów[118][119].

### Indie
- W 2020 roku Karan Bajaj, założyciel WhiteHat Jr., obecnie należącego do Byju's, złożył pozew o 2,6 miliona dolarów przeciwko Pradeepowi Poonii, inżynierowi oprogramowania, który publicznie oskarżył firmę o toksyczne środowisko pracy i nieetyczne praktyki biznesowe[120][121][122]. Delhi High Court wydał postanowienie tymczasowe, nakazujące Poonii usunięcie niektórych tweetów z jego konta na Twitterze[120]. W 2021 roku Bajaj wycofał pozew[120].

### Izrael
- W 2016 roku Amir Bramly, który w tym czasie był objęty dochodzeniem, a następnie został oskarżony o domniemany schemat Ponziego,[123] pozwał o zniesławienie Tomera Ganona, reportera Calcalist, prywatnie o odszkodowania w wysokości 1 milion szekli (NIS) z powodu wiadomości, która łączyła go z Bar Refaeli[124][125]. Ponadto Bramly pozwał Channel-2 News oraz jego reporterów i menedżerów o 5 milionów szekli odszkodowania za rzekome zniesławienie w obszernym materiale telewizyjnym i wywiadzie z wyznaczonym przez sąd likwidatorem jego firm,[126] i zagroził pozwem dodatkowym organom[127]. Pozwane osoby i organy twierdziły, że są to działania SLAPP[128][129].

### Japonia
- W 2006 roku Oricon Inc., japoński dostawca muzycznych list przebojów, pozwał niezależnego dziennikarza Hiro Ugaya za to, że w artykule do magazynu biznesowo-kulturalnego Cyzo zasugerował, że firma manipuluje swoimi statystykami, aby przynosić korzyści niektórym firmom zarządzającym i wytwórniom, w szczególności Johnny and Associates. Firma zażądała od niego 50 milionów jenów i przeprosin[130]. Znalazł sojuszników w redaktorze naczelnym magazynu Tadaszii Ibim,[130] prawniku Kentaro Shirosakim[130], i Reporterach bez Granic (RbG)[131]. Został uznany za winnego w 2008 roku przez Sąd Rejonowy w Tokio i nakazano mu zapłacić milion jenów, ale odwołał się i wygrał. Oricon nie odwołał się od tego wyroku. Jego 33-miesięczna walka z Oriconem i badania nad SLAPP podczas jego podróży po Stanach Zjednoczonych zostały przedstawione w programie TBS JNN Reportage, zatytułowanym „Prawne zastraszanie przeciwko wolności słowa: Co to jest SLAPP?”[132]. Ogranizacja RbG wyraziła swoje poparcie dla[131].

### Serbia
- Pod koniec lat 90. XX wieku, po przyjęciu niesławnej ustawy medialnej, zaproponowanej przez ówczesnego ministra informacji, Aleksandara Vučića, nastąpiło wiele spraw SLAPP przeciwko niezależnym i proopozycyjnym mediom[133]. Główną cechą tych spraw były szybkie procesy i wyjątkowo wysokie grzywny, z których większość była nie do udźwignięcia dla dziennikarzy i ich domów medialnych[133]. Chociaż sprawy SLAPP stały się rzadsze po obaleniu Slobodana Miloševicia, stopniowo zaczęły pojawiać się ponownie pod koniec 2010 roku, a zwłaszcza na początku lat 2020, podczas gabinetów pod przewodnictwem SNS[133]. Warto zauważyć, że Aleksandar Vučić jest prezydentem Serbii od 2017 roku, który jest często oskarżany o tłumienie wolności mediów[134].

### Tajlandia
- 6 marca 2024 roku Chutima Sidasathian wygrała proces SLAPP przeciwko Thanonthornowi Kaveekitrattanie, po tym, jak została oskarżona o zniesławienie za post z 2022 roku ujawniający sprzeniewierzenie środków z programu Village Fund[135][136].

### Wielka Brytania
- Pozew o zniesławienie z 2021 roku wniesiony przeciwko wydawcy HarperCollins oraz autorce i dziennikarce Catherine Belton w związku z jej książką Ludzie Putina został opisany przez byłego ministra w gabinecie konserwatystów Davida Davisa jako pozew SLAPP[137]. Pomimo wygrania sprawy sądowej wniesionej przez kilku rosyjskich oligarchów, w tym Roman Abramowicz, Belton musiała ponieść koszty prawne w wysokości 1,5 miliona funtów[137]. Minister sprawiedliwości rządu Wielkiej Brytanii James Cartlidge powiedział: „Ministerstwo Sprawiedliwości monitoruje zagrożenia SLAPP wobec dziennikarzy i ogłosiło, że Wielka Brytania będzie członkiem inauguracyjnej grupy roboczej Rady Europy ds. SLAPP, a projekt zalecenia anty-SLAPP dla państw członkowskich ma zostać przedstawiony w grudniu 2023 roku. Pilnie rozpatrzę SLAPP w sądach brytyjskich. Chcę jasno powiedzieć, że rząd jest zaangażowany w zdecydowaną obronę przejrzystości i wolności słowa. Nie będziemy tolerować niczego, co zagrażałoby uczciwości naszego sądownictwa i zawodu prawnika”[137]. Ministrowie powiedzieli później, że zreformują system prawny, aby zapobiec „procesom zastraszającym”; poprawki w tym zakresie zostały zaproponowane do ustawy o przestępczości gospodarczej i korupcji przed Parlamentem w marcu 2022 roku[138]. W październiku 2023 roku królewska zgoda została udzielona ustawie Economic Crime and Corporate Transparency Act 2023. Ostateczna ustawa zawiera przepisy anty-SLAPP obejmujące przestępstwa gospodarcze (np. korupcję, defraudację), ale nie wykracza poza te obszary. W lutym 2024 roku rząd konserwatystów pod przewodnictwem Rishiego Sunaka poparł ustawodawstwo rozszerzające ochronę anty-SLAPP na wszystkie przypadki, ale nie zostało ono uchwalone przed wyborami 4 lipca 2024 roku, które zakończyły rządy Sunaka[139].

### Stany Zjednoczone
- W latach 1981–1986 Pacific Legal Foundation (PLF) wraz z hrabstwem San Luis Obispo County, California wniosły pozew, mający na celu uzyskanie listy mailingowej organizacji Abalone Alliance. Celem pozwu było zmuszenie tej grupy do pokrycia kosztów policyjnych poniesionych podczas jednego z największych w historii USA aktów anty-nuklearnego nieposłuszeństwa obywatelskiego, które miało miejsce w Elektrowni Jądrowej Diablo Canyon.[140]. W demonstracji, która odbyła się we wrześniu 1981 roku, uczestniczyły dziesiątki tysięcy osób – co czyniło ją jednym z największych protestów anty-nuklearnych w USA.[141]. Sąd rejonowy oddalił roszczenia hrabstwa, uznając, że koszty policyjne powinny być pokrywane z budżetu publicznego, a apelacja w tej sprawie również zakończyła się niepowodzeniem.[142]. W 1985 roku Sąd Najwyższy Kalifornii odmówił zablokowania orzeczenia sądu niższej instancji, które umożliwiało Pacific Legal Foundation dochodzenie roszczeń wobec liderów protestu o zwrot kosztów związanych z demonstracją. Pozwani argumentowali, że tego rodzaju działania miały na celu stłumienie sprzeciwu wobec protestu.[143]. Ostatecznie Pacific Legal Foundation przegrała sprawę na wszystkich szczeblach sądowych i wycofała pozew na dzień przed planowanym rozpatrzeniem przez Sąd Najwyższy Stanów Zjednoczonych.[potrzebny przypis]
- Karen Winner, znana głównie jako autorka książki Divorced From Justice: The Abuse of Women and Children by Divorce Lawyers and Judges, jest uznawana za „katalizatora zmian” – stwierdził Leo Milonas, emerytowany sędzia z Wydziału Apelacyjnego sądów stanowych Nowego Jorku, który przewodniczył specjalnej komisji opracowującej rekomendacje zmian zaakceptowane przez sędzię naczelną Judith Kaye.[144][145]. W 1999 roku Karen Winner, wraz z psychologiem/sygnalistą oraz kilkoma obywatelami, została pozwana pozwem typu SLAPP za krytykę systemu kuratora sądowego oraz byłego sędziego w Karolinie Południowej. Jej raport zatytułowany „Ustalenia dotyczące praktyk sądowych i personelu mianowanego przez sąd w Sądach Rodzinnych w hrabstwach Dorchester, Charleston i Berkeley w Karolinie Południowej” oraz protesty obywateli przyczyniły się do powstania pierwszych ustaw w Karolinie Południowej, które wprowadziły minimalne standardy i wymogi licencyjne dla kuratorów sądowych reprezentujących interesy dzieci w sprawach sądowych[146]. Odwetowe pozwy SLAPP związane z tą sprawą trwają już prawie 10 lat, a łączne wyroki wyniosły ponad 11 milionów dolarów przeciwko współpozwanym. Charakter tych pozwów odwetowych podkreśla fakt, że co najmniej jeden ze współpozwanych nadal oczekuje informacji od sędziów, które konkretnie wypowiedzi – jeśli w ogóle – miały być uznane za fałszywe[147].
- Barbra Streisand, jako powódka, przegrała w 2003 roku wniosek SLAPP po tym, jak pozwała fotografa lotniczego zaangażowanego w California Coastal Records Project. Streisand v. Adelman, (California Superior Court Case SC077257)[148][149].

- W 2004 roku RadioShack Corporation pozwała Bradleya D. Jonesa, webmastera RadioShackSucks.com i byłego sprzedawcę RadioShack przez 17 lat, w celu stłumienia internetowej dyskusji na temat pozwu zbiorowego, w którym ponad 3300 obecnych lub byłych menedżerów RadioShack twierdziło, że firma wymagała od nich pracy przez wiele godzin bez wypłaty za nadgodziny[150].
- Ogólnokrajowy prezenter radiowy Tom Martino wygrał wniosek anty-SLAPP w 2009 roku po tym, jak został pozwany o zniesławienie przez sprzedawcę łodzi motorowych. Sprawa zyskała ogólnokrajowy rozgłos ze względu na sugestię, że nikt rozsądnie nie oczekuje obiektywnych faktów od typowego prezentera talk-show, który często jest komikiem opowiadającym żarty[151][152][153].
- W marcu 2009 roku MagicJack (firma promująca urządzenie USB VoIP) złożyła pozew o zniesławienie przeciwko Boing Boing za ujawnienie ich nieuczciwych i zwodniczych taktyk biznesowych dotyczących ich EULA, licznika odwiedzających i 30-dniowego okresu próbnego. Zostało to oddalone jako SLAPP przez sędziego kalifornijskiego pod koniec 2009 roku. W wyniku orzeczenia MagicJack został obciążony większością kosztów prawnych Boing Boing[154].
- W sprawie Comins vs. VanVoorhis z 2009 roku mężczyzna z Florydy o imieniu Christopher Comins złożył pozew o zniesławienie przeciwko studentowi Uniwersytetu Florydy po tym, jak student blogował o filmie, na którym Comins wielokrotnie strzelał do psów należących do kogoś innego. Zostało to przytoczone jako przykład SLAPP przez program radiowy On the Media[8].
- W listopadzie 2010 roku filmowiec Fredrik Gertten, jako pozwany, wygrał wniosek anty-SLAPP po tym, jak został pozwany o zniesławienie przez Dole Fruit Company. Sprawa dotyczyła filmu dokumentalnego Gerttena o pracownikach rolnych. Długotrwały proces został udokumentowany w filmie Gerttena Big Boys Gone Bananas!*[155].
- Starając się uniemożliwić czterem kobietom składanie jakichkolwiek wniosków o dostęp do informacji publicznej bez uprzedniej zgody sędziego lub składanie przyszłych pozwów, Okręgowa Szkoła Podstawowa Congress złożyła pozew Congress Elementary School District v. Warren, et. al. 28 stycznia 2010 roku. The Goldwater Institute, think tank z siedzibą w Phoenix, Arizona, reprezentował czterech pozwanych. Okręg szkolny oświadczył, że był tak często nękany przez Warren, że nie był w stanie skutecznie kształcić swoich uczniów. Toni Wayas, superintendent okręgu szkolnego, twierdziła, że „wielokrotnie stosował się do wniosków”. Goldwater Institute argumentował, że okręg szkolny w przeszłości naruszał przepisy stanowe nakazujące przejrzystość rządu. Dochodzenia w 2002 i 2007 roku przeprowadzone przez stanowego ombudsmana i prokuratora generalnego ujawniły naruszenia stanowej ustawy o otwartych posiedzeniach przez Biuro Prokuratora Generalnego. Zdaniem Carrie Ann Sitren z Goldwater Institute, była to „oczywista próba uciszenia osób w społeczności, które krytykowały działania zarządu i podejmowały działania w dobrej wierze, aby zapewnić, że okręg mądrze wydaje pieniądze podatników”. Żadne z żądanych dokumentów nie było prywatne ani poufne, a zatem powinno być łatwo dostępne do udostępnienia opinii publicznej, według asystenta stanowego ombudsmana[156].
- W grudniu 2010 roku prominentny prawnik zajmujący się obroną przed przejęciem nieruchomości, Matthew Weidner, został pozwany przez Nationwide Title, firmę zajmującą się przetwarzaniem przejęć[157].
- W styczniu 2011 roku Sony Computer Entertainment America pozwała George Hotz i inne osoby za jailbreaking PlayStation 3 i publikację kluczy szyfrowania i podpisywania dla różnych warstw architektury systemu. Pozwani i Electronic Frontier Foundation uważają tę sprawę za rażące nadużycie Digital Millennium Copyright Act. Hotz zawarł ugodę z Sony przed procesem[158].
- „Scientology a Internet” odnosi się do szeregu sporów związanych z wysiłkami Kościoła Scjentologii, aby stłumić materiały krytyczne wobec scjentologii w Internecie poprzez wykorzystanie pozwów i gróźb prawnych.
- Saltsman v. Goddard (sprawa gwałtu w szkole średniej w Steubenville): Starając się powstrzymać stronę internetową blogerki Alexandria Goddard od publikowania rzekomo oszczerczych postów na temat swojego syna, dwoje rodziców nastoletniego chłopca ze Steubenville, Ohio pozwało Goddard i kilkunastu anonimowych internautów w październiku 2012 roku[159]. W pozwie zażądano nakazu sądowego wobec blogera, publicznych przeprosin, potwierdzenia, że nie był on zamieszany w gwałt, oraz odszkodowania w wysokości 25 000 dolarów[160].
- 27 sierpnia 2012 roku Robert E. Murray(inne języki) i Murray Energy złożyli pozew przeciwko reporterowi zajmującemu się ochroną środowiska, Kenowi Wardowi Jr. i Charleston Gazette-Mail(inne języki) z Charleston w Wirginii Zachodniej. W pozwie zarzucono, że Ken Ward Jr. zamieścił na swoim blogu oszczercze wypowiedzi. Murray twierdzi, że wpis na blogu zatytułowany „Mitt Romney, Murray Energy and Coal Criminals” zaszkodził jego firmie, reputacji i zagroził stanowiskom pracy, które Murray Energy zapewnia w Belmont County w Ohio. W czerwcu 2017 roku Murray Energy wydał pismo nakazujące zaprzestanie działań serialowi telewizyjnemu HBO Last Week Tonight with John Oliver po tym, jak serial próbował uzyskać komentarz na temat przemysłu węglowego. Serial kontynuował odcinek (18 czerwca), w którym gospodarz John Oliver omówił zawalenie się kopalnia Crandall Canyon w Utah w 2007 roku i wyraził opinię, że Murray nie zrobił wystarczająco dużo, aby chronić bezpieczeństwo swoich górników. Trzy dni później Murray i jego firmy pozwały Olivera, scenarzystów programu, HBO i Time Warner. W pozwie zarzucono, że w programie Last Week Tonight Oliver „podburzył widzów do wyrządzenia krzywdy panu Murrayowi i jego firmom”. ACLU złożył w sprawie wniosek przyjaciela sądu popierający HBO; wniosek ten został opisany jako „zabawny”[161] i „najbardziej złośliwy w historii dokument prawny”[162]. W dokumencie znalazło się również porównanie Murraya do fikcyjnej postaci Dr. Evil, która została użyta w programie Olivera, z wyjaśnieniem, że „należy pamiętać, że prawda jest absolutną obroną przed roszczeniem o zniesławienie”. 11 sierpnia 2017 roku federalny sędzia sądu okręgowego orzekł, że pozwy Murray Energy przeciwko The New York Times i HBO mogą toczyć się w niższym sądzie stanowym. Pozew przeciwko HBO został oddalony z uprzedzeniem 21 lutego 2018 roku. W listopadzie 2019 roku John Oliver omówił implikacje pozwu (i pozwów SLAPP w ogóle) w swoim programie po tym, jak Murray wycofał pozew[163].
- W sierpniu 2015 roku Targi Stanowe w Teksasie zostały obciążone sankcją w wysokości ponad 75 000 dolarów za złożenie pozwu SLAPP przeciwko prawnikowi, który zażądał dokumentów finansowych od Targów Stanowych[164].
- W grudniu 2015 roku James McGibney został zobowiązany do zapłacenia 1 miliona dolarów kary sądowej anty-SLAPP i 300 000 dolarów tytułem honorarium adwokackiego Nealowi Rauhauserowi za złożenie serii bezpodstawnych pozwów przeciwko[165][166]. Sędzia orzekł, że McGibney złożył pozwy, aby umyślnie i złośliwie skrzywdzić Rauhausera i zniechęcić go do korzystania z jego konstytucyjnego prawa do krytykowania McGibneya[165].
- W marcu 2019 roku republikański przedstawiciel Izby Reprezentantów Stanów Zjednoczonych z Kalifornii, Devin Nunes, złożył pozew o zniesławienie przeciwko Twitterowi, Elizabeth „Liz” Mair(inne języki), Mair Strategies LLC i osobom stojącym za parodystycznymi kontami na Twitterze „Devin Nunes' Cow” (@DevinCow) i „Devin Nunes' Mom” (@DevinNunesMom), żądając odszkodowania w wysokości 250 milionów dolarów. Pozew został opisany przez ekspertów prawnych jako pozew SLAPP.[167][168] Pozew został złożony w Wirginii, stanie znanym z tego, że ma słabe przepisy anty-SLAPP, a nie w Kalifornii, gdzie mieszka Nunes i gdzie znajduje się siedziba Twittera, która ma silne przepisy anty-SLAPP[167]. W kwietniu 2019 roku Nunes ponownie złożył w Wirginii pozew o zniesławienie przeciwko The Fresno Bee(inne języki), gazecie z jego rodzinnego miasta, i jej właścicielowi, McClatchy, po tym, jak opublikowała historię o inwestorach jego winnicy bawiących się na jachcie z kokainą i prostytutkami[167]. Od tego czasu Nunes złożył pozwy o zniesławienie przeciwko CNN, Ryan Lizza(inne języki), Hearst Magazines, Campaign for Accountability(inne języki), Fusion GPS(inne języki) i innym.[169][170] W lutym 2020 roku (po wyborach w 2019 roku, w których Demokraci po raz pierwszy od 1994 roku przejęli kontrolę nad obiema izbami), Zgromadzenie Ogólne Wirginii uchwaliło ustawy mające na celu zniechęcenie do przyszłych pozwów SLAPP w stanie poprzez wzmocnienie ochrony pozwanych[171].
- W listopadzie 2020 roku BYD Company złożyła pozew o zniesławienie przeciwko Vice Media i organizacji non-profit Alliance for American Manufacturing (AAM) oraz niektórym jej pracownikom.[172] Sąd Najwyższy Stanów Zjednoczonych oddalił pozew BYD w sierpniu 2022 roku[173][172].